# Sommarkyrka

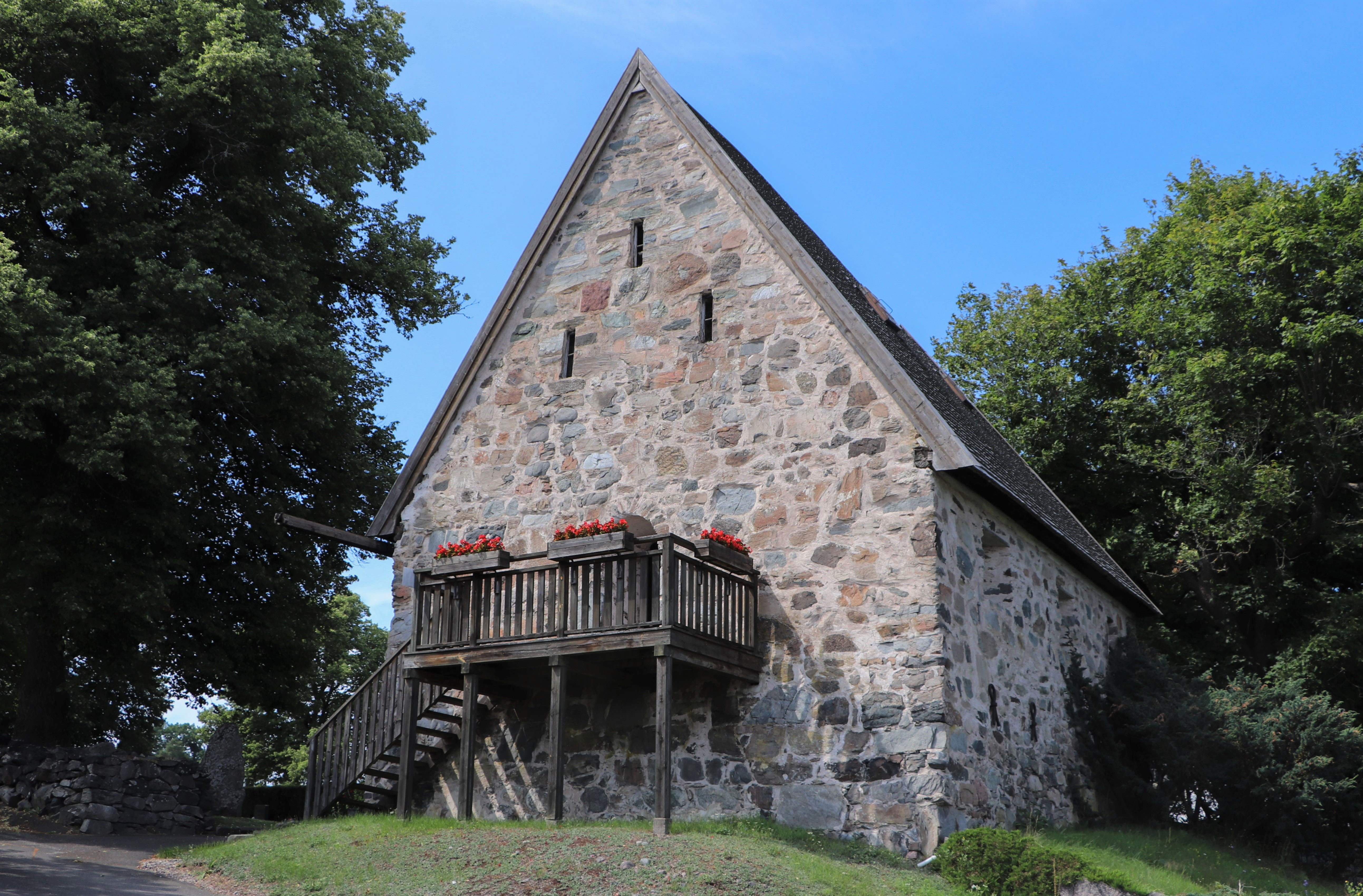
Alseda sommarkyrka som blev sommarkyrka 1989.

Sommarkyrka är ett samlingsnamn för kyrkobyggnader med en viss tid av aktivitet under sommaren. De ses ofta som historiska kulturmiljöer.

## Typer
- Vägkyrka
- Sevärdhetskyrka
- Pilgrimskyrka
- Fjällkyrka